# Fennec Shand
Fennec Shand es un personaje ficticio de la franquicia Star Wars interpretado por Ming-Na Wen en las series de televisión de Disney+ live-action The Mandalorian, The Book of Boba Fett y la serie animada The Bad Batch. Presentada como una mercenaria de élite y asesina, aparece por primera vez en "Chapter 5: The Gunslinger" de The Mandalorian, en el que es buscada por el personaje principal del programa y el aspirante a cazarrecompensas, Toro Calican, quien la captura y aparentemente la mata. En "Chapter 14: The Tragedy", se revela que Fennec fue salvada por Boba Fett, que encargo el reemplazo de partes de su cuerpo con cibernética, dejándola en deuda con él. Como nueva compañera de Fett, ella lo ayuda en su misión de recuperar su vieja armadura del Mandaloriano y luego rescatar a su expósito Grogu para honrar un acuerdo hecho con este último para su protección. Una vez completada su misión, los dos conquistan Tatooine y los restos de los cárteles Hutt. En The Book of Boba Fett, Fennec y Fett entran en conflicto con varios enemigos que intentan arrebatarles el poder, lo que los lleva a aliarse con el Mandaloriano una vez más para defender su nuevo imperio criminal.
El personaje ha sido recibido positivamente por críticos y fanáticos por igual y ha sido descrita como una favorita de los fanes.

## Concepto y creación
Los elementos de la personalidad y el desarrollo de Fennec Shand se inspiraron en el nombre del personaje, que Wen dijo que le recordaba la idea del zorro fennec del mismo nombre. Anthony Breznican de Vanity Fair señaló que el zorro Fennec es un modelo particularmente apropiado para el personaje porque, como Fennec Shand, es a la vez depredador y presa. Wen sintió que el personaje compartía atributos comunes con el zorro, incluidos el engaño, el sigilo, la maniobrabilidad y la capacidad de sobrevivir.
El personaje de Fennec Shand y el casting de Wen se anunciaron por primera vez en la D23 Expo en Anaheim, California, el 23 de agosto de 2019. Bob Iger, CEO de The Walt Disney Company, anunció la noticia el mismo día que Wen fue nombrada una de las Leyendas de Disney por su trabajo anterior en obras de la compañía. Las imágenes de Fennec Shand se mostraron públicamente por primera vez en un avance de 30 segundos de The Mandalorian lanzado el 4 de noviembre de 2019. El adelanto concluyó con una toma de Fennec pronunciando la frase: "Tu nombre será legendario". Abbey White dijo que el personaje estaba "ansiosamente anticipado" cuando se estrenó The Mandalorian.

### Representación
Fennec Shand es interpretado por Ming-Na Wen. Marca una de varias actuaciones notables de Wen en proyectos de Walt Disney Company, incluida la voz de Mulan en las películas animadas Mulan (1998), Mulan II (2004) y el videojuego Kingdom Hearts II (2005), haciendo un cameo en la versión live-action de 2020 como invitada de la corte, e interpretando a Melinda May en la serie de Marvel Agents of S.H.I.E.L.D. Patrick Hipes de Deadline Hollywood llamó a esto una "trifecta de la franquicia de Disney". Wen ha dicho en broma sobre Disney: "Por favor, siga adquiriendo todas estas franquicias diferentes, porque sigo siendo empleado por ellas. He llegado a todas las listas de deseos gracias a Disney".
Wen era fanática de la trilogía original de Star Wars, y como una de las pocas niñas asiáticas que crecieron en Mt. Lebanon, Pensilvania durante su infancia, podía relacionarse en particular con el personaje de Luke Skywalker y sus sueños de una vida más significativa. Ella dijo: "Solo esa imagen de él mirando los soles binarios y deseando más, siempre se queda conmigo". Ha descrito Star Wars como su "género favorito de todos los tiempos". Wen creció en la misma ciudad que el productor ejecutivo de The Mandalorian, Dave Filoni, quien también dirigió el episodio en el que aparece por primera vez.
Fennec Shand es la primera gran villana / antihéroe de Star Wars interpretada por una actriz asiática. Wen dijo que está complacida de que haya habido una mayor representación de asiáticos entre los actores de los proyectos de Star Wars en los últimos años, citando al personaje de Kelly Marie Tran, Rose Tico, en Star Wars: The Last Jedi (2017) como otro ejemplo. Señaló que la franquicia de Star Wars a menudo ha sido influenciada por la cultura asiática en sus disfraces y elementos de diseño de escenarios, a pesar de la falta anterior de actores asiáticos. Wen dijo: "Había todas estas imágenes increíbles, pero aún así había muy pocos asiáticos en las películas. Cualquier tipo de representación es importante y necesaria. Y estoy feliz de que me hayan elegido".
Después de asistir al estreno de The Mandalorian el 13 de noviembre de 2019, Wen publicó fotos del evento en Twitter y escribió: "¡Qué noche! Si le dijeras a mi yo de 13 años que estaría en la alfombra roja celebrando estar EN un proyecto de @starwars, ¡pensaría que estás loco! Bueno, ¡esa niña dentro de mí todavía piensa que es una locura!" 

### Traje
El traje de Fennec Shand fue creado por Joseph Porro, el diseñador de vestuario de The Mandalorian. Un conjunto de armadura de cuero negro con hombros anchos y detalles en naranja, se inspiró en el zorro fennec al que se hace referencia en el nombre del personaje. Wen se refirió a él como un "conjunto increíble del que me enamoré de inmediato".
Los planes originales para el cabello de Fennec requerían que estuviera suelto y descuidado, pero Wen sugirió que su peinado incluyera algo de "la arquitectura del zorro fennec", similar al disfraz. También sintió que el plan original era demasiado similar al cabello largo y suelto de su personaje de Melinda May en Agents of S.H.I.E.L.D, y quería que los dos personajes estuvieran más diferenciados. Wen le llevó estas ideas a Dave Filoni y al creador y productor ejecutivo de The Mandalorian, Jon Favreau, y respondieron con entusiasmo. Como resultado, el peluquero de The Mandalorian concibió un sistema de trenzado con puntas triangulares, similar a las orejas de un zorro fennec. Las trenzas se tiran hacia atrás apretadas contra su cabeza y se enhebran con naranja, que también fue influenciado por el animal zorro fennec. Wen dijo que sintió que el peinado "le da un aspecto tan fuerte y único".

## Caracterización
Fennec Shand se caracteriza por ser una asesina de élite, alguien misteriosa y muy peligrosa. Es una luchadora muy hábil tanto en las armas de fuego como en el combate cuerpo a cuerpo, y muestra la habilidad de un francotirador con un rifle de francotirador. Ella es muy elegante y ágil, y sigilosa, demostrando una habilidad para maniobrar y sobrevivir.  Wen sintió que el personaje tiene una ambigüedad moral similar a la del popular personaje de Star Wars, Han Solo. También es muy astuta, jugando juegos mentales con sus víctimas, como lo demuestran sus intentos de manipular a Toro Calican una vez capturada. Anthony Breznican de Vanity Fair ha notado que el personaje es bastante hablador de esta manera, en contraste con el personaje principal, generalmente estoico y silencioso, el Mandaloriano. Wen siente que el personaje "también tiene un buen sentido del humor". Sin embargo, a veces también demuestra una personalidad brusca y reservada. Fennec es despiadada, independiente, impredecible, y es leal a sí misma ante todo. Ocasionalmente muestra errores de juicio, como cuando subestima casi fatalmente la crueldad de Toro Calican.

## Apariciones

### The Mandalorian
En The Mandalorian, Fennec Shand es presentada como una mercenaria de élite y asesina que desarrolló una reputación significativa al cometer asesinatos para los principales sindicatos del crimen de la galaxia, incluidos los Hutts, antes de que sus líderes fueran encarcelados por la Nueva República. Poco más sobre su historia de fondo se revela. Ella aparece en "Capítulo 5: El pistolero", escondiéndose en el planeta desértico Tatooine, ya que se le ha otorgado una gran recompensa por su cabeza. Toro Calican, un joven aspirante a cazarrecompensas, toma la recompensa por Fennec como su primera tarea, creyendo que capturar a un objetivo tan notorio le daría prestigio y le permitiría unirse al Gremio de Cazarrecompensas. Toro recluta al protagonista del programa, un cazarrecompensas conocido como "El Mandaloriano", para que lo ayude a encontrarla y capturarla.
Rastrean a Fennec hasta una parte del planeta conocida como Mar de Dunas, donde descubren el cadáver de otro cazarrecompensas que ella había matado previamente. Mientras investigan, Fennec abre fuego contra ellos con un rifle bláster de largo alcance, manteniéndolos inmovilizados desde un punto alto. El Mandaloriano y Toro finalmente cargan hacia su posición en motos deslizadoras y usan cargas de destello para cegarla y distraerla temporalmente. Después de una breve pelea, incapacitan a Fennec, y la sujetan con esposas. Cuando el Mandaloriano parte temporalmente para asegurar su transporte, Fennec le informa a Toro que el Sindicato de Cazarrecompensas busca al Mandaloriano y que capturarlo le daría a Toro una reputación legendaria. Ella se ofrece a trabajar con Toro para someter al Mandaloriano y entregarlo al Sindicato. En cambio, Toro le dispara a Fennec y la deja por muerta en el desierto, creyendo que ella tenía la intención de matarlo eventualmente. En una escena posterior, una persona no identificada se acerca al cuerpo de Fennec.
Shand regresa en el episodio de la segunda temporada "Capítulo 14: La tragedia", en el que se revela que fue rescatada por Boba Fett, quien la cuidó hasta que recuperó la salud utilizando la cibernética y la reclutó como su compañera. Ella acompaña a Fett a Tython, donde intentan recuperar la vieja armadura de este último del Mandaloriano y garantizar la seguridad de Grogu, un bebé alienígena sensible a la Fuerza que el Mandaloriano ha adoptado, a cambio de devolver la armadura. Cuando el remanente imperial de Moff Gideon ataca al grupo, Fennec ayuda al mandaloriano y a Fett a defenderse de los soldados de asalto desplegados para capturar a Grogu, pero no logran evitar que los Dark Troopers de Gideon se lo lleven. Para pagar su deuda con el Mandaloriano por devolverle la armadura a Fett, ambos ayudan en sus esfuerzos por rescatar a Grogu tanto en el "Capítulo 15: El Creyente" como en el "Capítulo 16: El Rescate". donde Fennec es testigo de la llegada del Jedi Luke Skywalker cuando viene a buscar a Grogu. Después que su deuda ha sido pagada, Fennec y Fett regresan a Tatooine y matan a Bib Fortuna, quien ha estado a cargo del palacio de Jabba the Hutt desde su muerte. Fett luego se sienta en el trono que una vez perteneció a Jabba, con Fennec a su lado.

### The Bad Batch
Una Fennec más joven aparece en la serie animada Star Wars: The Bad Batch, con Ming-Na Wen volviendo a dar voz al personaje. Ambientada 28 años antes de The Mandalorian y en los primeros días del imperio, Fennec es representada como una cazarrecompensas que intenta capturar a Omega por la recompensa por su cabeza. En el episodio de la primera temporada "Acorralado", un oficial de atraque la contacta sobre la presencia del Bad Batch y Omega en Pantora, y Fennec llega allí. Después de perderse, Omega se encuentra con Fennec, quien se gana su confianza al ofrecerle ayuda para encontrar a sus amigos y también le roba fruta. Finalmente se encuentran con Hunter, el líder del equipo, quien se da cuenta de que Fennec es una amenaza y le dice a Omega que huya. Después de que Fennec pelea con Hunter y luego noquea a Wrecker, ella persigue un deslizador robado, pero el Bad Batch y Omega finalmente escapan de Pantora. Fennec luego informa a su cliente del escape, pero dice que encontrará a Omega.
Más tarde regresa en "Bounty Lost", en el que se revela que Nala Se la contrató para traer a Omega, que ha sido secuestrada por otro cazarrecompensas, Cad Bane. Fennec llega a una instalación abandonada en Bora Vio y mata a Taun We, a quien se suponía que Bane entregaría a Omega. Luego se enfrenta a Cad Bane. Mientras los cazarrecompensas luchan entre sí, el Bad Batch salva a Omega y vuelven a escapar. Fennec abandona el planeta, pero no sin antes sabotear la nave de Bane, dejándolo varado. Nala Se le dice que Omega está "segura" mientras no esté en manos del primer ministro kaminoano, Lama Su, y que transferirá su pago a Fennec.
Shand regresa en la tercera y última temporada de la serie. 

### El libro de Boba Fett
Fennec aparece en The Book of Boba Fett, que se estrenó el 29 de diciembre de 2021, con Wen retomando su papel y siendo coprotagonista de la serie. Ella se desempeña como la mano derecha de Fett luego de apoderarse del imperio criminal de Jabba y lo ayuda a administrarlo y eliminar a cualquier posible rival. Cuando Fett se prepara para ir a la guerra con el Sindicato Pyke por el control de Tatooine, Fennec recluta al Mandaloriano para que los ayude. Posteriormente, participa en la lucha contra los Pykes y sus aliados, antes de asesinar al jefe Pyke, así como al alcalde de Mos Espa y los líderes de las familias criminales que traicionaron a Fett.

### Otras apariciones
El 9 de febrero de 2022, Fennec se agregó al juego Fortnite Battle Royale junto con Black Krrsantan.

## Recepción
Fennec Shand ha sido recibida positivamente tanto por críticos como por fanáticos. Izak Bulten de Screen Rant escribió: "A pesar de aparecer en un solo episodio, tenía un personaje claro y bien realizado y rápidamente se convirtió en una de las favoritas entre los fanáticos de la serie". El escritor de Men's Health, Evan Romano, dijo: "En solo unas pocas líneas, este personaje ya ha construido una historia muy impresionante a su alrededor". El escritor de Vanity Fair, Anthony Breznican, sintió que el personaje continuó una tendencia positiva y significativa de mayor diversidad en el reparto de Star Wars, citando otros ejemplos de actores asiáticos en proyectos recientes como Kelly Marie Tran en The Last Jedi y Christopher Sean en Star Wars Resistance. Joanna Robinson, también de Vanity Fair, elogió al personaje, diciendo que tenía un "poder enroscado en ella", y elogió la elección de Wen. Jackson McHenry de Vulture elogió la actuación de Wen y llamó al personaje "uno de los rudos más malos del mundo de The Mandalorian ". Fennec Shand se incluyó en la lista de Vulture de las 15 mejores apariciones en cameo de la primera temporada.
Antes de su regreso en la segunda temporada, varios críticos sintieron que el personaje fue eliminado demasiado rápido y no tuvo la oportunidad de estar a la altura de su potencial. Joanna Robinson dijo que hubiera preferido un episodio completo de juego de palabras entre Fennec y el mandaloriano, y dijo sobre el papel de Fennec en el episodio: "Hay un potencial real allí, y terminó demasiado rápido para mi gusto. Me hubiera gustado más". Dirk Libbey de CinemaBlend calificó al personaje de "criminalmente infrautilizado", y Allie Gemmill de Inverse calificó su muerte de "apresurada". Breznican dijo: "Hay demasiado potencial para que ese personaje desaparezca así". Keith Phipps de Vulture escribió que ella "parecía demasiado inteligente para ser eliminada tan fácilmente por un novato". Kerr Lordygan de TV Fanatic escribió que "la desaparición de Fennec se obtuvo con demasiada facilidad, aunque la posibilidad de su regreso quedó abierta". Emily Hannemann de TV Insider declaró que ella es simplemente "simplemente genial" y dijo: "No todos los personajes pueden robar una escena sentándose y bebiendo spotchka, pero no todos los personajes son Fennec Shand". Al afirmar que Fennec Shand de Ming-Na Wen, como Din Djarin y Grogu, ha dejado una marca en la franquicia de Star Wars, Erik Swann de Cinemablend elogió a Fennec Shand.
Varios críticos especularon correctamente que el personaje todavía estaba viva, y algunos argumentaron que esto se presagia en la escena final de ese episodio, durante la cual un misterioso extraño investiga su cuerpo. Allie Gemmill llamó a esa escena "uno de los cierres más tentadores de un episodio mandaloriano desde que el estreno de la serie reveló a Baby Yoda". Dirk Libbey calificó la identidad del misterioso personaje y su interés en Fennec como "uno de nuestros mayores momentos de suspenso" de la serie. Evan Romano dijo que no le sorprendería ver a Fennec Shand aparecer nuevamente en una futura película o serie de Star Wars y escribió: "Este personaje parece un poco demasiado capaz y un poco demasiado genial para ser desarmado y asesinado después de solo un breve aparición". Stephanie Dube Dwilson de Heavy.com dijo que disfrutó tanto la actuación de Wen que espera que el personaje regrese.